# Tommaso Lombardo

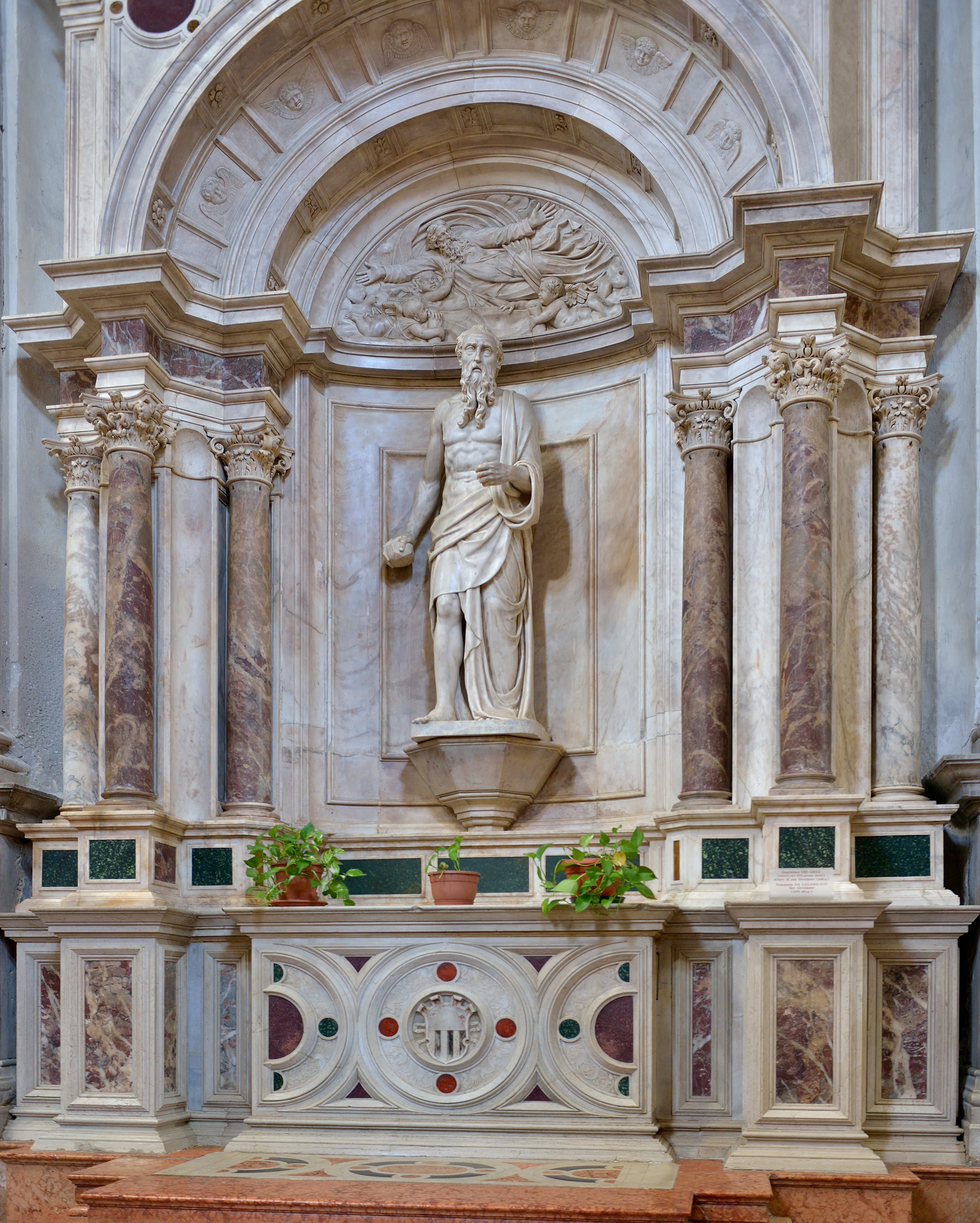
Tommaso Lombardo: Statue des Heiligen Hieronymus, Kirche San Salvador, Venedig, vor 1547, restauriert im Jahr 2009

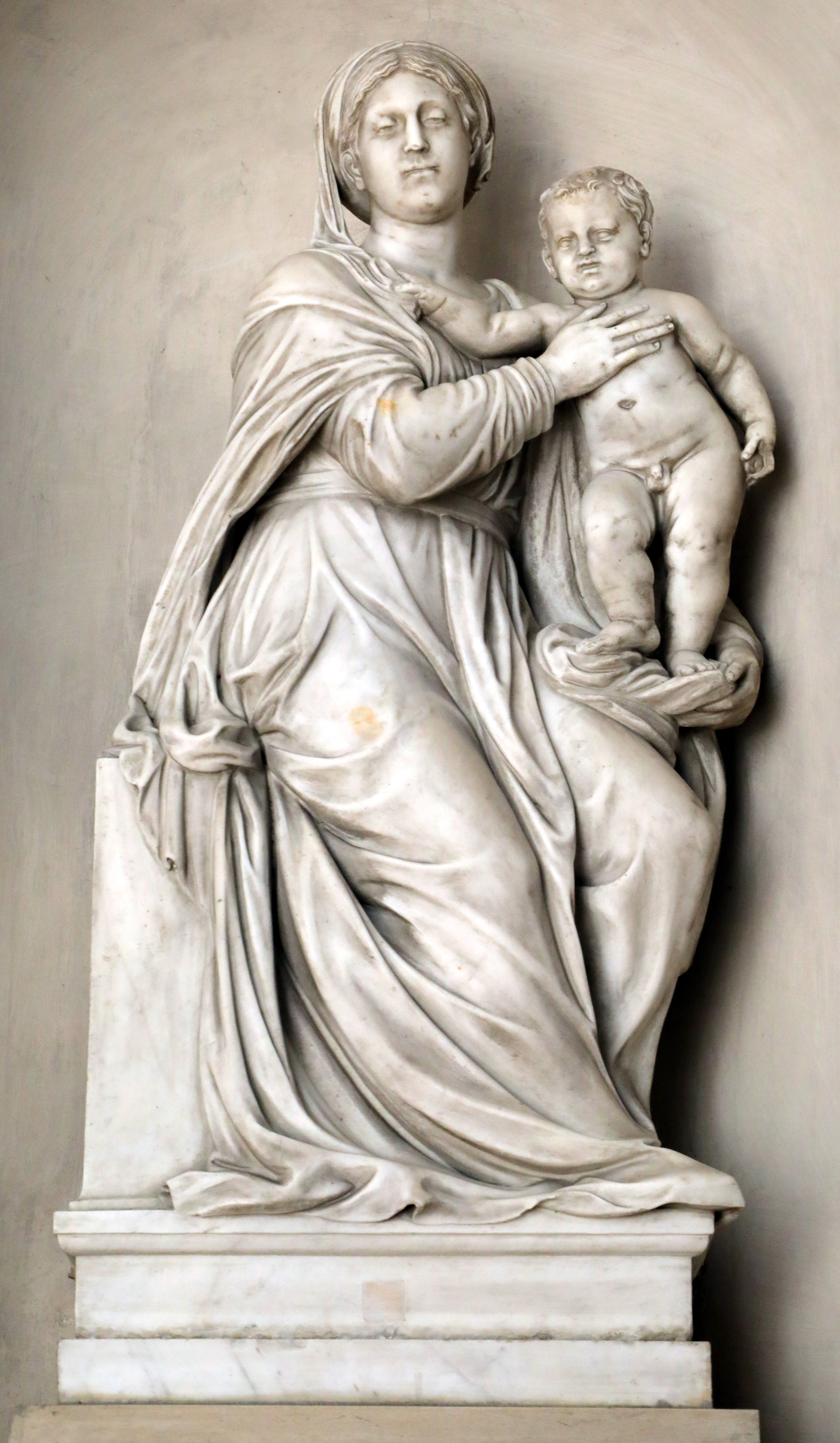
Tommaso Lombardo: Madonna mit Kind. Dom von Treviso.

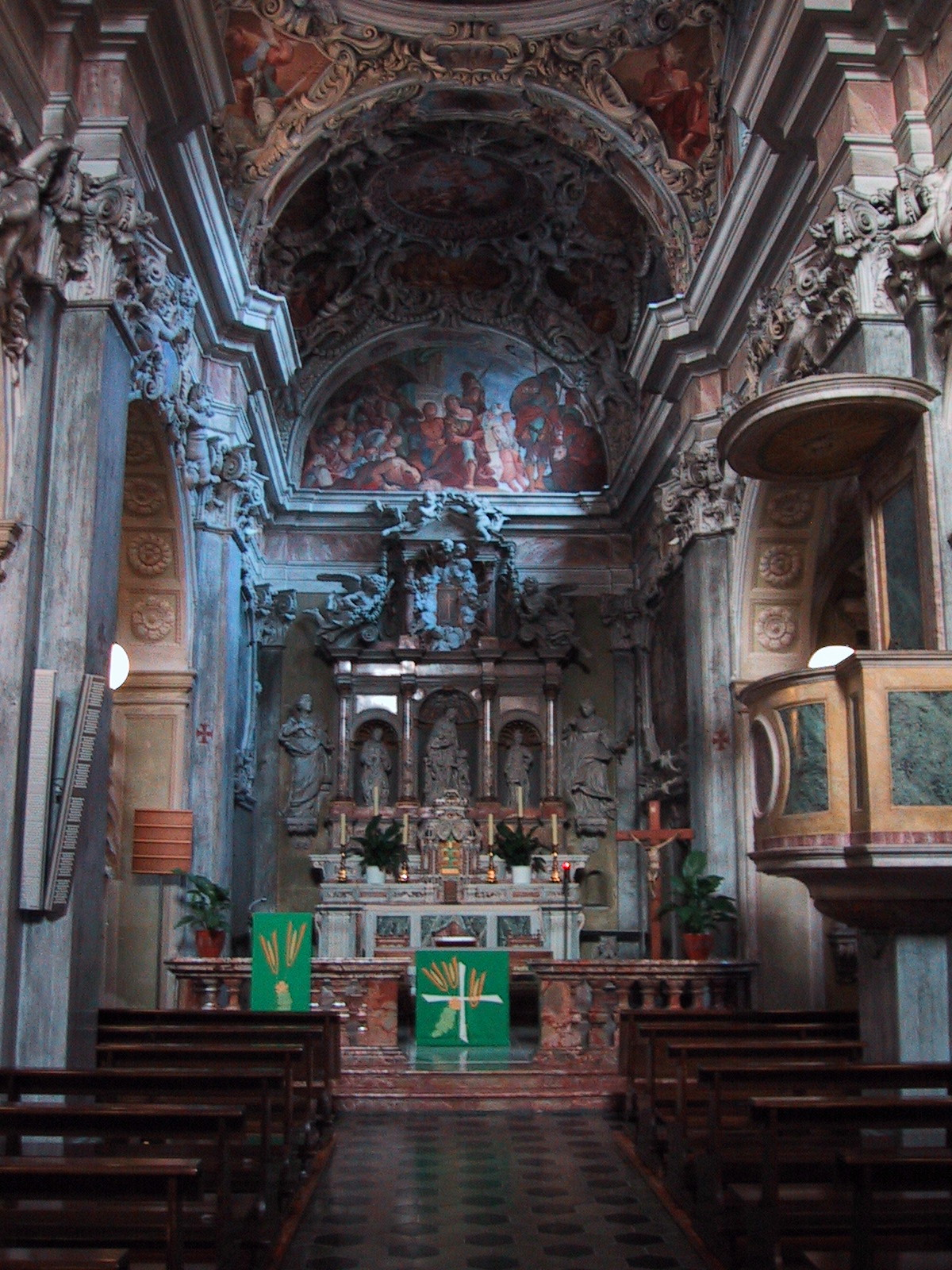
Blick auf den Hochaltar der Kirche San Carpoforo in Bissone, Tommaso Lombardo schuf die Madonna in der mittleren Nische.

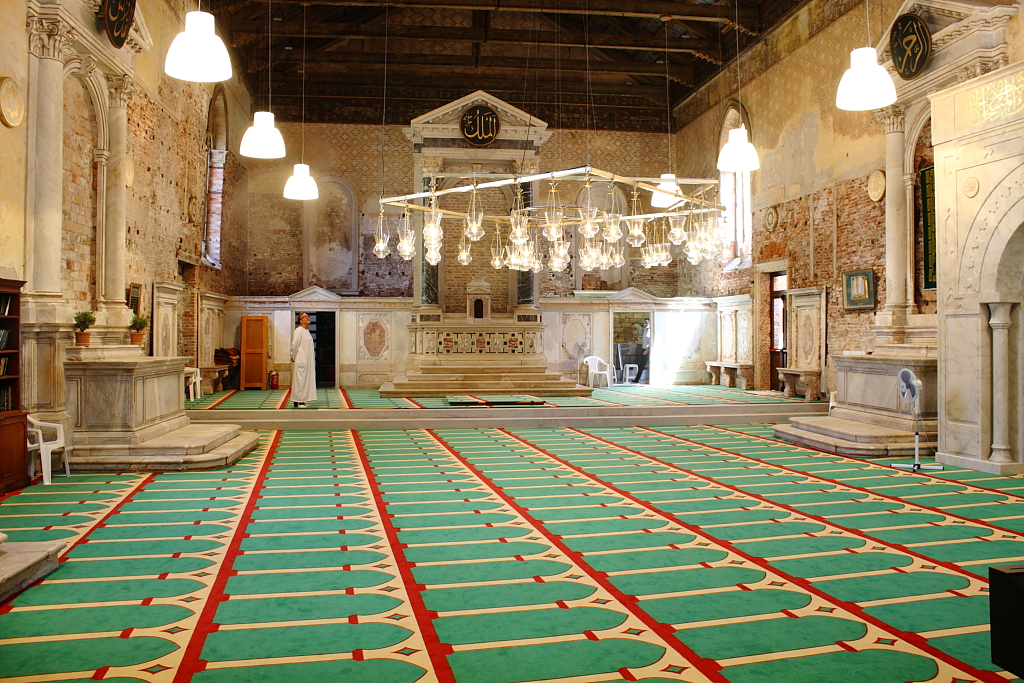
Innenraum der Kirche Santa Maria della Misericordia nach der temporären „Umwandlung“ in eine Moschee, 2015.

Tommaso Lombardo, auch Tommaso da Lugano (* in Lugano oder Venedig; bl. 1536 – nach 1547) war ein Bildhauer. Die einzigen gesicherten Informationen über Tommaso beziehen sich auf die Jahre, in denen er in Venedig arbeitete, zunächst als Mitarbeiter von Iacopo Tatti, genannt Jacopo Sansovino. Wenige Jahre später verlieren sich seine Spuren.

## Leben
Weder Tommasos Geburtsort noch -datum sind bekannt, ebenso wenig seine Herkunft. Möglicherweise war er der Sohn eines „Andrea tajapietra“, eines ‚Steinmetzes‘, wohnhaft in Dorsoduro am Ponte Foscari in der Gemeinde San Barnaba, der 1506 unter den Kunsthandwerkern in der Kirche San Sebastiano ausdrücklich als Steinmetz erwähnt wird.
Die Frage, ob Tommaso Lombardo und Tommaso da Lugano identisch waren, blieb lange ungeklärt. Oscar Mothes hatte 1860 für die mit „Tommaso da Lugano“ in Zusammenhang gebrachten Werke in seiner Geschichte der Baukunst und Bildhauerei der neuern Zeit in Venedig fast nur vernichtende Urteile. So nennt er dessen Arbeit in San Sebastiano „peinlich und unsicher“, der Heilige Hieronymus (s. u.) „erregt geradezu Mitleiden durch die Aengstlichkeit, die sich in der Meisselführung sowohl, als auch in der Anordnung der Bewegungen ausspricht“, der Kopf sei „ganz ausdruckslos“. Giorgio Vasari sah dies, wie Mothes einräumt, in Bezug auf die späteren Werke anders – er begeisterte sich geradezu für die Madonna in der Markuskirche.
Die Zusammenarbeit Tommasos mit Iacopo Sansovino ist in den Werkstattrechnungen für die Jahre 1536 bis 1546 belegt. Dabei war er vorrangig bei Arbeiten an einem zentralen Bauwerk Venedigs, nämlich der Markuskirche beteiligt. Für die von Vasari gelobte Statue der Madonna mit Kind und Engeln, die sich in der kleinen Kirche des benachbarten Dogenpalasts befindet, zeigen eine Reihe von Rechnungen, ausgestellt zwischen Oktober 1536 und dem 17. Februar 1537, dass Tommaso, unterstützt von Luca Lancia, eine Woche lang an dem lebensgroßen Modell arbeitete. Daran schlossen sich siebzehn weitere der Marmorbearbeitung an.
Die beiden Entlohnungen vom 17. Februar 1537 und eine weitere vom 22. Dezember desselben Jahres erwähnen Tommasos Beteiligung an der ersten Kanzel Sansovinos, die sich rechts im Chor des Markusdoms befindet. Das Werk, in das vier Reliefs aus Bronze eingefügt sind, wurde im Dezember 1537 fertiggestellt. Für die zweite Kanzel (links) erhielt er am 10. März 1541 eine Bezahlung für die Wachsmodelle, die für die Bronzeabgüsse der Reliefs bestimmt waren. Diese wurden bis 1544 fertiggestellt. Tommaso wird erneut mit der Anfertigung der Wachsmodelle der Reliefs für die Bronzetüren in der Sakristei des Markusdoms in Verbindung gebracht, für die er am 9. Februar 1546 honoriert wurde.
Nachdem er Sansovinos Werkstatt verlassen hatte, arbeitete Tommaso in verschiedenen Kirchen. So schuf er unabhängig von dessen Werkstatt die Marmorgruppe mit der Madonna mit Kind und dem heiligen Johannes dem Täufer, die in der zweiten Kapelle rechts in der Kirche San Sebastiano aufgestellt und mit „OPVS TOMASI LOMBARDI . F“ signiert wurde. Das Werk wurde 1997 restauriert. Der Altar, der am 30. Oktober 1546 von dem Juristen und Orator Melio da Cortona († November/Dezember 1555) seinem gleichnamigen Vater, einem Truppenführer (Generale della fanteria), gewidmet wurde, sollte bis 1547 fertiggestellt werden. Diese Thomas-Madonna sei allerdings, so meinte jedenfalls Francesco Sansovino, von seinem Vater Iacopo Sansovino inspiriert. Der Sohn vermerkte nämlich, dass sie „in Nachahmung der in der Loggetta di Piazza aufgestellten Jungfrau“, die von seinem Vater Iacopo in Terrakotta modelliert worden war, geformt worden wäre. Dort, auf dem Markusplatz, war unterhalb des Glockenturms die Loggetta entstanden.
Tommaso, ausnahmsweise außerhalb Venedigs tätig, wird die Madonna in der zentralen Nische des Hochaltars der Pfarrkirche San Carpoforo in Bissone zugeschrieben. Es handelt sich um eine weiß bemalte Terrakottaarbeit mit kleinen Variationen der Madonna aus der Kirche San Sebastiano, flankiert in den Seitennischen von Statuen der Heiligen Simon Petrus und Carpoforo – ein Heiliger, der der thebaischen Legion angehört haben soll. Wiederum Francesco Sansovino schreibt Tommaso „einen fast armhohen Marmor-Christus“ in der entweihten Kirche Santa Giustina und einen ebenso großen Evangelisten Johannes in der gleichnamigen Kirche zu.
Giorgio Vasari berichtet, „Tommaso da Lugano“, ein Schüler Sansovinos, habe eher in Stuck als in Marmor und Bronze gearbeitet. So vermerkt er Arbeiten an der Libreria di San Marco, und er berichtet von einer Marmorbüste Kaiser Karls V., die verloren ist, und von den schönsten Stuckarbeiten. Tommaso arbeitete wohl in den Häusern mehrerer Patrizier Venedigs, allerdings ist hiervon nichts überliefert. Die modernen Zuschreibungen beschränken sich also weitgehend auf die Zeit seiner Beschäftigung in Sansovinos Werkstatt.
Wahrscheinlich war Tommaso an der Ausschmückung des Grabmals des Alvise Malipiero (1533–1537) für Santa Maria Maggiore beteiligt, das sich heute in der Abtei Santa Maria della Misericordia befindet. Grundlage für diese Annahme ist ein Vergleich des Reliefs der Malipiero-Lünette mit dem des Hieronymus-Altars in der Kirche San Salvador.